# Lanzerath (Büllingen)
Lanzerath ist ein Ortsteil der Großgemeinde Büllingen in der Deutschsprachigen Gemeinschaft (DG) im Osten Belgiens. Lanzerath zählt 193 Einwohner (Stand 2019) und gehört zur Teilgemeinde Manderfeld.

## Geographie

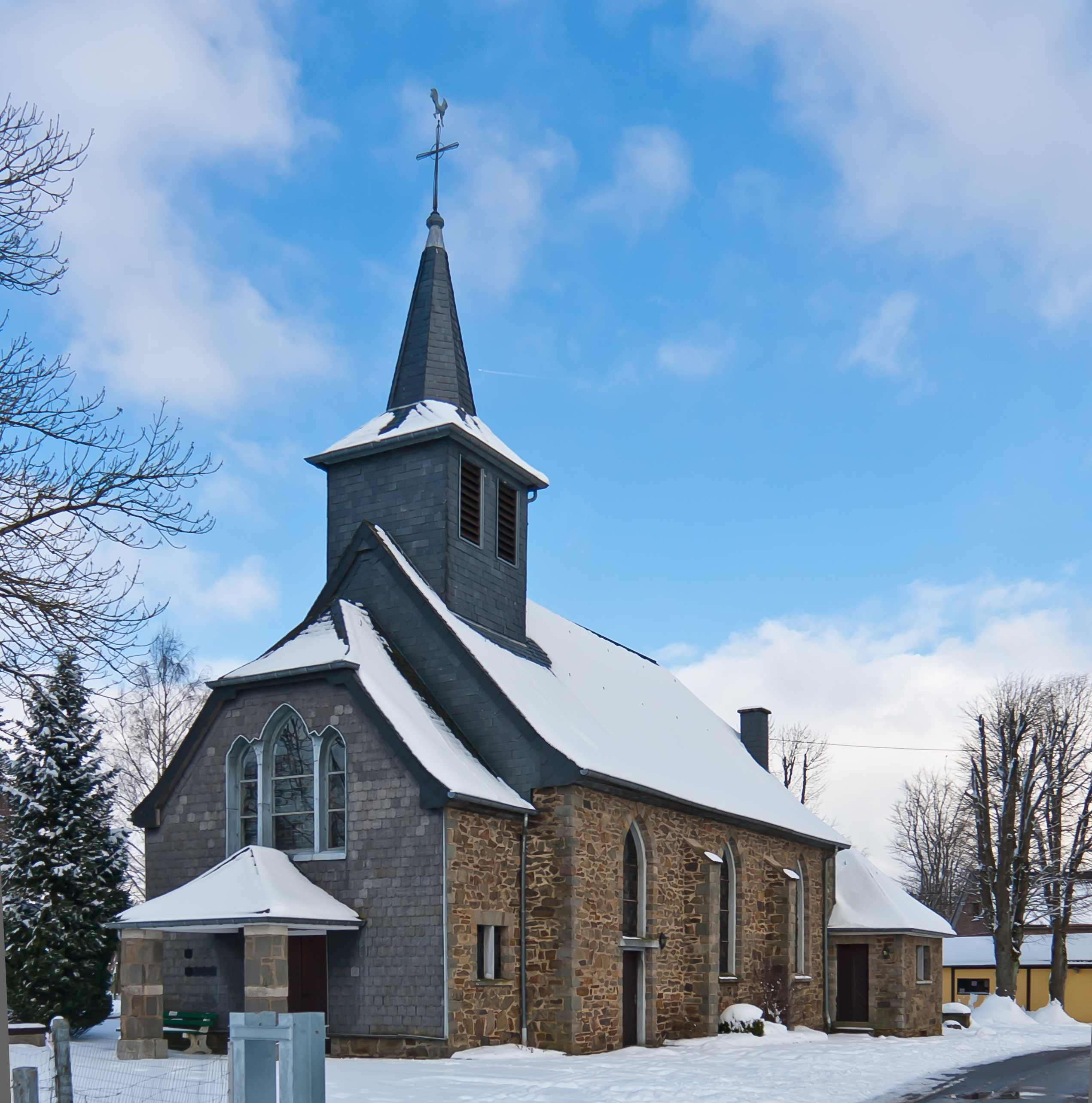
Kirche St. Brigitta in Lanzerath

Lanzerath liegt rund 3 Kilometer nördlich der Ortschaft Manderfeld und 10 Kilometer südöstlich des Hauptorts Büllingen. Während die Umgebung des Dorfes im Norden von dichten und ausgedehnten Wäldern (Konnertsbusch u. a.) dominiert wird, schließt sich südlich von Lanzerath das durch Grünland geprägte Manderfelder Land an.

## Geschichte
Lanzerath wurde als Rodung in der waldreichen Gegend gegründet. Als ältester schriftlicher Beleg gilt das Heberegister der Moselfahrten (1538) in der Form Lantzrode.